# Eutropha ruficornis
Eutropha ruficornis är en tvåvingeart som beskrevs av Friedrich Georg Hendel 1931. Eutropha ruficornis ingår i släktet Eutropha och familjen fritflugor. Inga underarter finns listade i Catalogue of Life.